# Weltmeisterschaften im Bogenschießen 1931
Die ersten Weltmeisterschaften im Bogenschießen fanden vom 23. August bis zum 6. September 1931 im polnischen Lwiw (heute Ukraine) statt und wurden von der Fédération Internationale de Tir à l’Arc (FITA) ausgerichtet. Es beteiligten sich Teilnehmer aus vier Nationen (Frankreich, Polen, Schweden und Tschechoslowakei), Männer und Frauen traten in gemeinsamen Wettbewerben an. Weltmeister im Einzel wurde der Pole Michał Sawicki vor seiner Landsfrau Janina Kurkowska, im Mannschaftswettbewerb sicherte sich Frankreich um René Allexandre, Gaston Quentin und Gaston Ducatel den Titel.

## Ergebnisse

### Einzel
| Rang | Name                   | Land             | 30 m | 40 m | 50 m | Total |
| ---- | ---------------------- | ---------------- | ---- | ---- | ---- | ----- |
| 1    | Michał Sawicki         | Polen            | 82   | 176  | 220  | 478   |
| 2    | Janina Kurkowska       | Polen            | 67   | 160  | 240  | 467   |
| 3    | René Allexandre        | Frankreich       | 51   | 162  | 242  | 455   |
| 4    | Emil Heilborn          | Schweden         | 90   | 148  | 196  | 434   |
| 5    | Gaston Quentin         | Frankreich       | 66   | 148  | 206  | 420   |
| 6    | Gaston Ducatel         | Frankreich       | 54   | 138  | 210  | 402   |
| 7    | Irena Stefańska        | Polen            | 72   | 137  | 182  | 391   |
| 8    | Jan Choina             | Polen            | 54   | 149  | 182  | 385   |
| 9    | Zygmunt Piwowarski     | Polen            | 52   | 145  | 188  | 385   |
| 10   | Zbigniew Kosiński      | Polen            | 66   | 126  | 190  | 382   |
| 11   | Mirosław Teraszkiewicz | Polen            | 49   | 134  | 198  | 381   |
| 12   | Paul Demare            | Frankreich       | 57   | 119  | 177  | 353   |
| 13   | Stanisława Sikorówna   | Polen            | 55   | 136  | 135  | 326   |
| 14   | Irena Komańska         | Polen            | 49   | 112  | 162  | 323   |
| 15   | Marja Królówna         | Polen            | 64   | 103  | 138  | 305   |
| 16   | Kazimierz Sokołowski   | Polen            | 42   | 106  | 140  | 288   |
| 17   | Marja Kościeszanka     | Polen            | 35   | 96   | 118  | 249   |
| 18   | Jan Horn               | Tschechoslowakei | 50   | 115  | 67   | 232   |
| 19   | Marja Trajdosówna      | Polen            | 24   | 48   | 97   | 169   |
| 20   | Jaroslav Fiala         | Tschechoslowakei | 22   | 80   | 48   | 150   |
| 21   | Berta Laśková          | Tschechoslowakei | 31   | 22   | 57   | 110   |

### Mannschaft
| Rang | Land                                                                       | 30 m        | 40 m           | 50 m           | Total           |
| ---- | -------------------------------------------------------------------------- | ----------- | -------------- | -------------- | --------------- |
| 1    | FrankreichRené Allexandre (3) Gaston Quentin (5) Gaston Ducatel (6)        | 17151 66 54 | 448162 148 138 | 658242 206 210 | 1277455 420 402 |
| 2    | Polen (Männer)Michał Sawicki (1) Jan Choina (8) Zbigniew Kosiński (10)     | 20282 54 66 | 451176 149 126 | 592220 182 190 | 1245478 385 382 |
| 3    | Polen (Frauen)Janina Kurkowska (2) Irena Stefańska (7) Marja Królówna (15) | 20367 72 64 | 400160 137 103 | 560240 182 138 | 1163467 391 305 |